# Ćottogram
Ćottogram, dawniej Ćittagong, Czittagong, Czatgano (ben. চট্টগ্রাম, ang. Chittagong) – miasto w południowo-wschodnim Bangladeszu, w pobliżu ujścia rzeki Karnaphuli do Zatoki Bengalskiej. Ośrodek administracyjny prowincji Ćottogram. Miasto liczy ok. 5,4 mln mieszkańców (2023) – drugie co do wielkości miasto kraju, po Dhace. Ćottogram leży w strefie tropikalnego klimatu monsunowego (klasyfikacja Köppena – Am).
Miasto stanowi duży ośrodek przemysłu jutowego i bawełnianego, ze stocznią, rafinerią ropy naftowej i walcownią stali (te dwie ostatnie jedyne w kraju). Ponadto przemysł chemiczny, elektrotechniczny, spożywczy. Ćottogram jest najważniejszym portem morskim Bangladeszu, z dużym węzłem drogowym, Portem lotniczym Shah Amanat i licznymi uczelniami. W mieście znajduje się konsulat honorowy RP, będący jedyną polską placówką konsularną w Bangladeszu.

## Historia
W VII wieku miejscowość nazywano śpiącą pięknością wynurzającą się z mgieł i wody. W XVI wieku Portugalczycy nazwali ją Porto Grande. W przeciągu historii miasto podlegało m.in. Sułtanatowi Dehlijskiemu, Wielkim Mogołom, Portugalii i Wielkiej Brytanii (od 1766). W 1981 zginął tutaj w zamachu wojskowym prezydent Ziaur Rahman.

## Ludzie
W Chittagong w 1940 urodził się Muhammad Yunus, bangladeski wykładowca ekonomii na tamtejszym uniwersytecie, laureat Pokojowej Nagrody Nobla w 2006.

## Świątynie i cmentarze
Shri Purnanand Ajapa Yoga Sansthan (tzw. Dźagatpur aśram) – aśram adźapajogi położony niedaleko miejscowości Bagoan w pobliżu Chittagong (22°27′59″N 91°58′42″E/22,466389 91,978333). W aśramie znajduje się miejsce mahasamadhi Guru Purnananda Paramahansa, guru linii adźapajogi.
Cmentarz z okresu II wojny światowej z grobami 650 żołnierzy Wspólnoty Brytyjskiej poległych na froncie birmańskim w walkach z Japończykami.